# Boreophilia fusca
Boreophilia fusca är en skalbaggsart som först beskrevs av C. Sahlberg 1831.  Boreophilia fusca ingår i släktet Boreophilia och familjen kortvingar. Inga underarter finns listade i Catalogue of Life.